# Cimetière de Vyšehrad
Ouvert en 1869, le cimetière de Vyšehrad (Vyšehradský hřbitov en tchèque), à Vyšehrad, un quartier de Prague, est un cimetière où sont enterrés de nombreux artistes, scientifiques, politiques et sportifs. Il se trouve sur une colline du sud de la ville, en bordure de la basilique Saint-Pierre-et-Saint-Paul. Certaines personnalités sont regroupées dans la tombe collective appelée Slavín.

## Quelques personnalités enterrées au cimetière de Vyšehrad
- Mikoláš Aleš, peintre ;
- Karel Ančerl, chef d'orchestre ;
- Josef Bican, footballeur ;
- Karel Čapek, écrivain ;

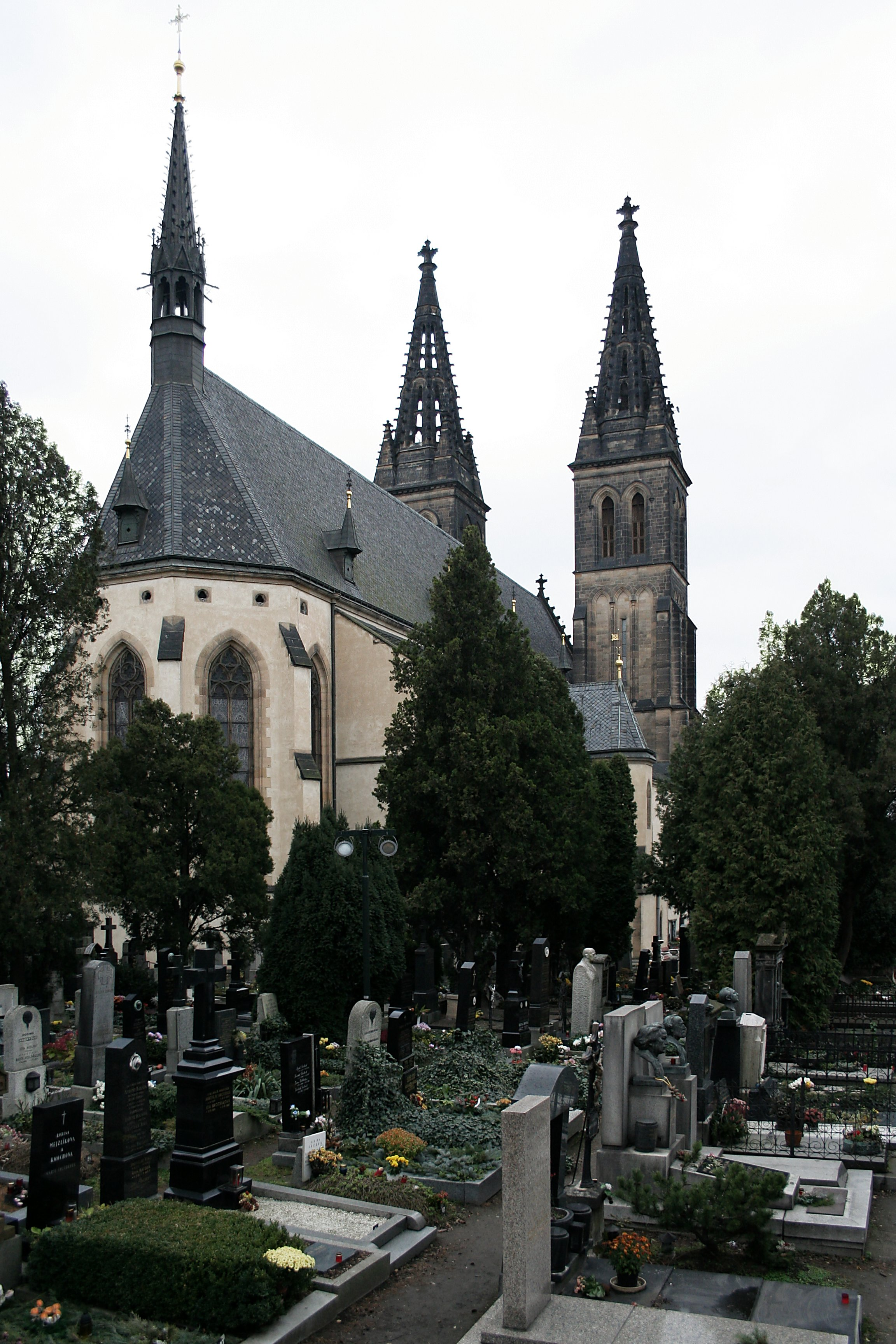
La basilique Saint-Pierre-et-Saint-Paul.

- Emmy Destinn (Ema Destinnová), cantatrice ;
- Antonín Dvořák, compositeur ;
- Zdeněk Fibich, compositeur ;
- Myrtil Frída, archiviste et critique de cinéma ;
- Václav Hanka, linguiste, slaviste et philologue ;
- Jaroslav Heyrovský, récipiendaire du prix Nobel, fondateur de la polarographie ;
- Milada Horáková, femme politique, dissidente et victime du régime communiste ;
- František Hrubín, écrivain et poète ;
- Zdeněk Kopal, astronome ;
- Rafael Kubelík, chef d'orchestre ;
- Karel Hynek Mácha, poète ;
- Hana Mašková, patineuse artistique ;
- Alfons Mucha, peintre ;
- Josef Václav Myslbek, sculpteur ;
- Božena Němcová, écrivain ;
- Jan Neruda, écrivain, poète ;
- Ladislav Pešek, acteur ;
- Jan Evangelista Purkyně, anatomiste et physiologiste ;
- Ladislav Šaloun, sculpteur Art nouveau ;
- Bedřich Smetana, compositeur ;
- Pavel Štěpán, pianiste ;
- Josef Suk, violoniste ;
- Max Švabinský, peintre ;
- Helena Zmatlíková, illustratrice.

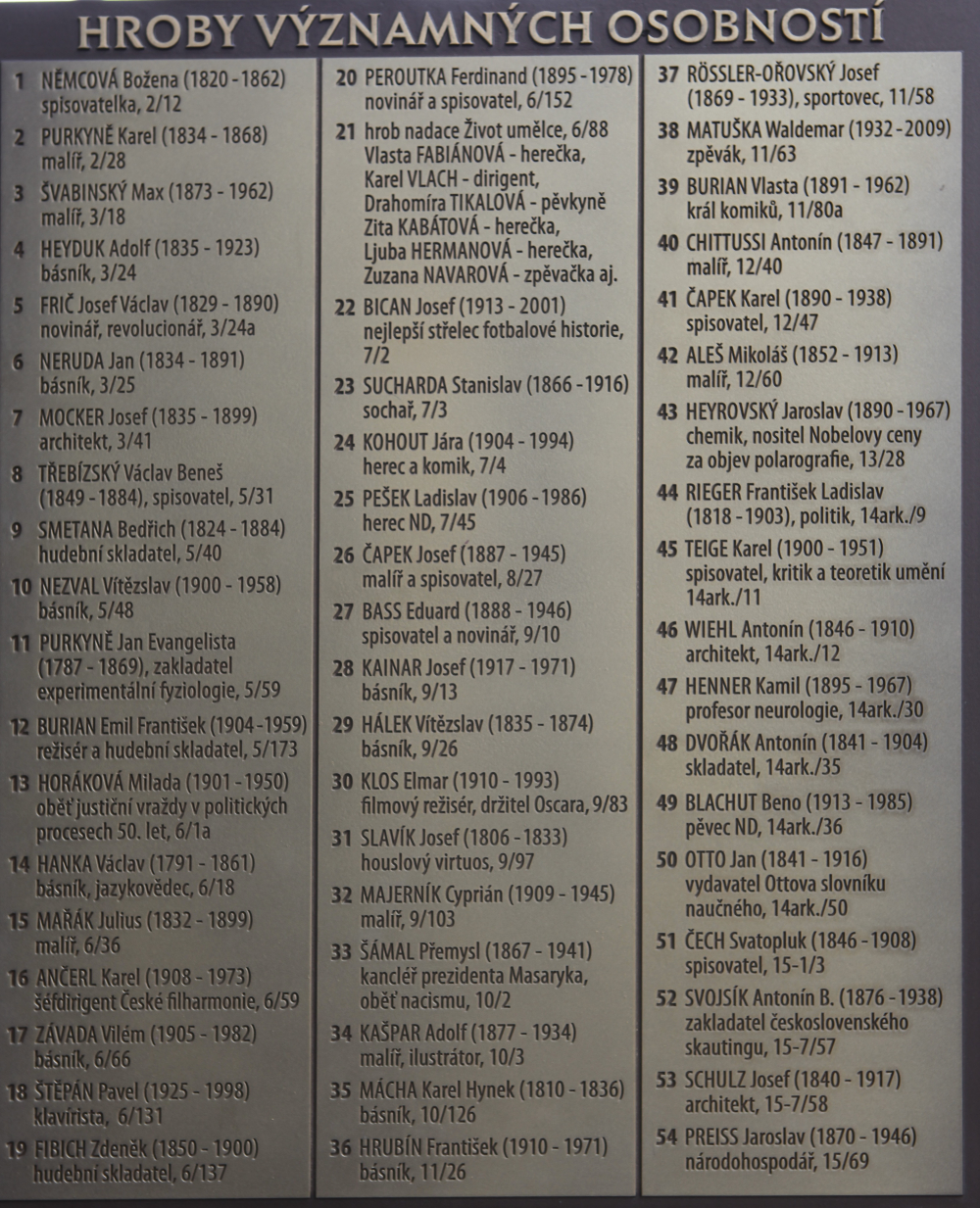
Liste des personnes enterrées.

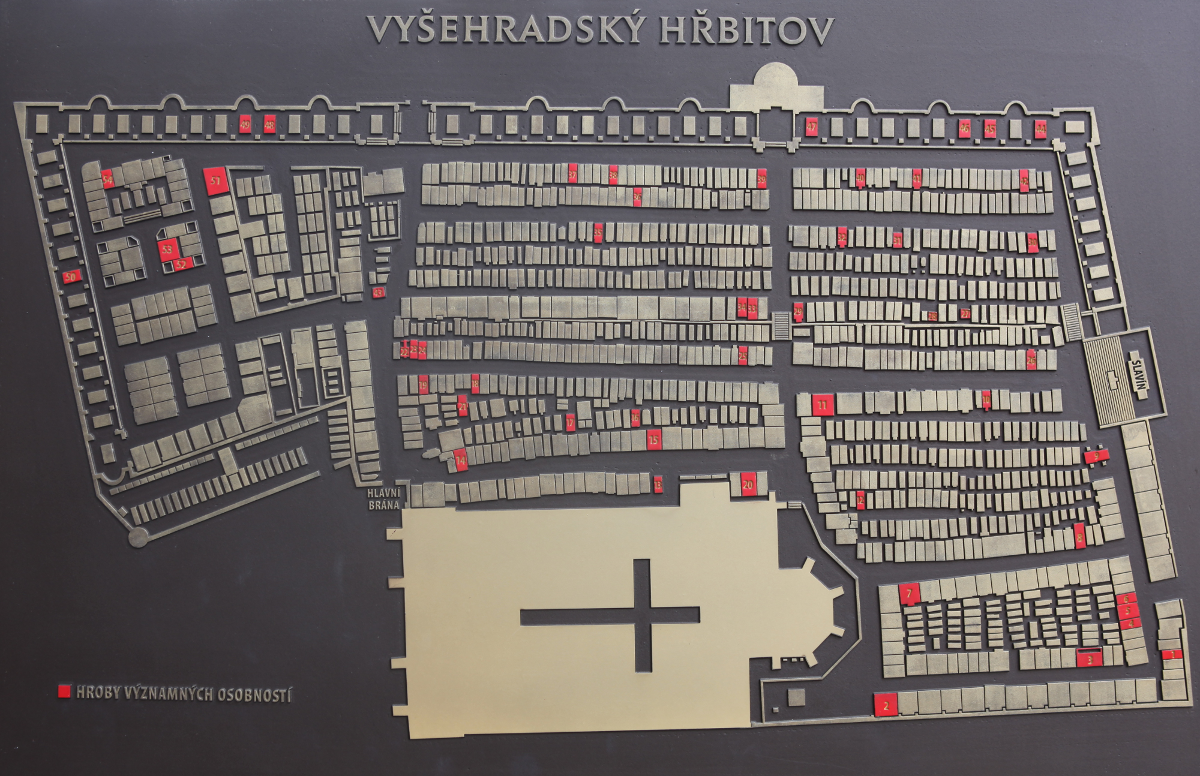
Plan du cimetière.